# Rafa Mir
Rafael Mir Vicente, född 18 juni 1997, är en spansk fotbollsspelare som spelar för Sevilla.
Han blev olympisk silvermedaljör i fotboll vid sommarspelen 2020 i Tokyo.